# Кежково (Куявсько-Поморське воєводство)
Кежково (пол. Kierzkowo, нім. Kierschkowo) — село в Польщі, у гміні Жнін Жнінського повіту Куявсько-Поморського воєводства.
Населення — 105 осіб (2011).
У 1975-1998 роках село належало до Бидгощського воєводства.

## Демографія
Демографічна структура станом на 31 березня 2011 року:
|          | Загалом | Допрацездатний вік | Працездатний вік | Постпрацездатний вік |
| -------- | ------- | ------------------ | ---------------- | -------------------- |
| Чоловіки | 50      | 8                  | 39               | 3                    |
| Жінки    | 55      | 8                  | 36               | 11                   |
| Разом    | 105     | 16                 | 75               | 14                   |